# Migdal HaEmek
 (juillet 2023).
Si vous disposez d'ouvrages ou d'articles de référence ou si vous connaissez des sites web de qualité traitant du thème abordé ici, merci de compléter l'article en donnant les références utiles à sa vérifiabilité et en les liant à la section « Notes et références ».
Migdal HaEmek (en hébreu : מִגְדַּל הָעֶמֶק) est une ville du district nord d'Israël dans la vallée de Jezreel. Fondée en 1950, en 2007, elle compte une population de 24 800 habitants.

## Histoire

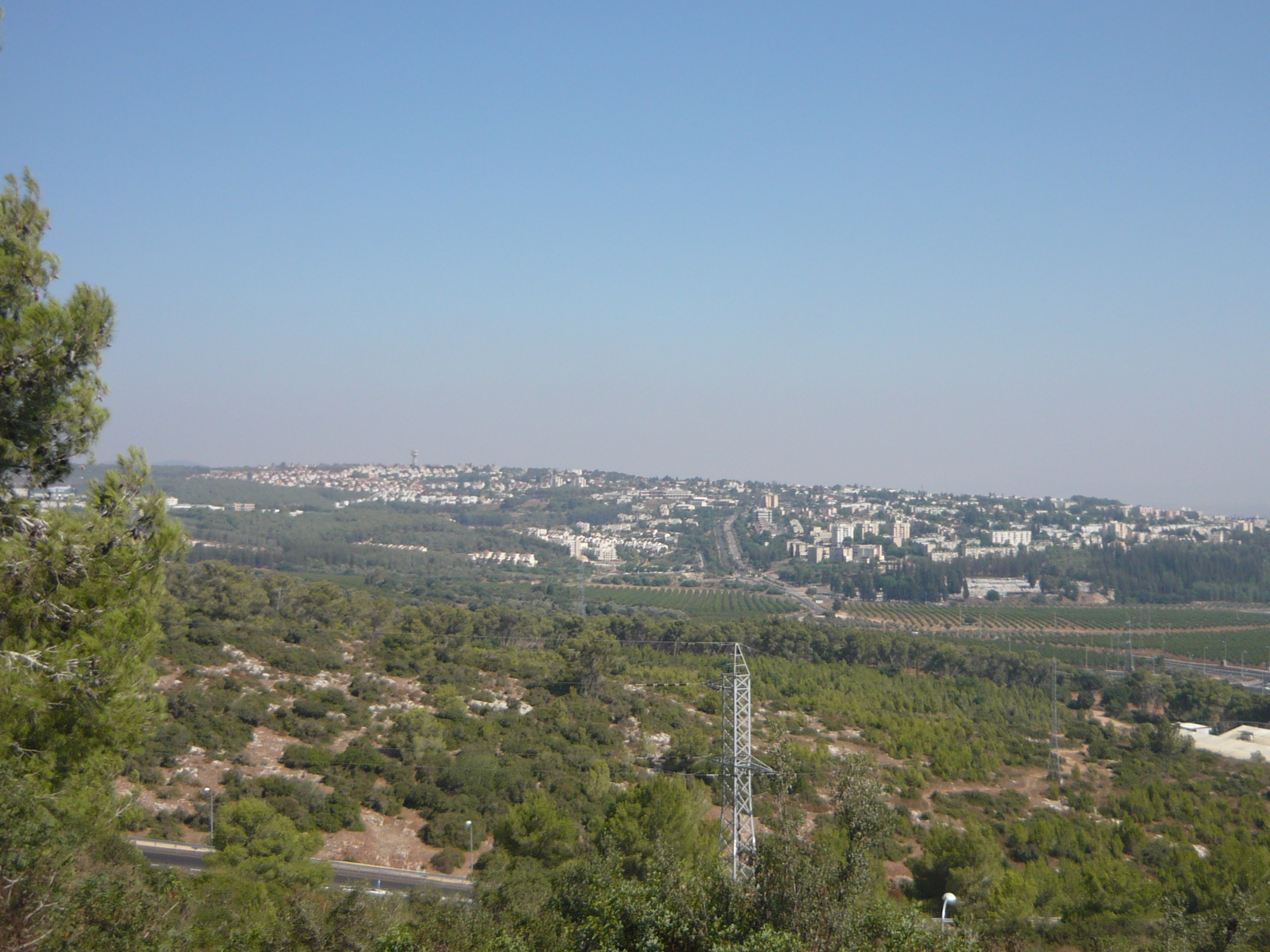
Vue de Migdal HaEmek en 2010.

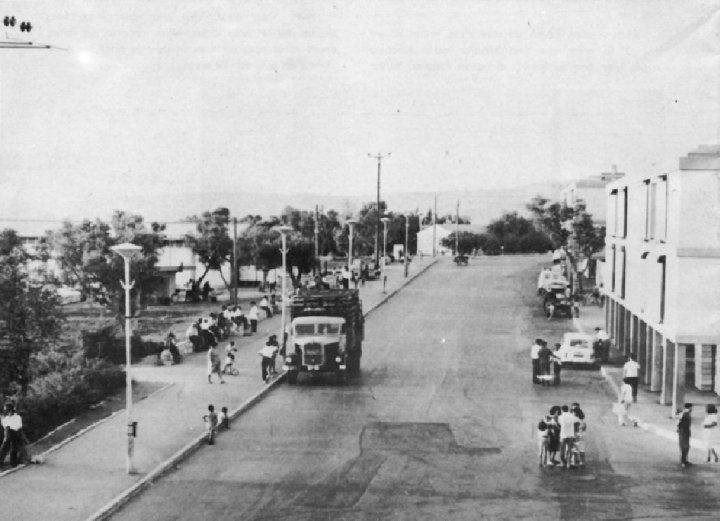
Migdal HaEmek en 1958.

Migdal HaEmek est construit sur le site de ce qui était avant 1948 le village palestinien d'Al-Mujaydil. 
Un camp de transit israélien, en hébreu ma'abarah, accueillant des réfugiés juifs, a été établi à l'ouest du site actuel de Migdal HaEmek, proche de la colline de Chimron.
Migdal HaEmek est devenu une ville de développement ; sa construction a débuté en 1953. 
En 1959, peuplé pour une grande part de juifs d'origine nord-africaine, Migdal HaEmek a connu des épisodes de troubles ou de révoltes en écho à la révolte de Wadi Salib (à Haïfa) des Juifs Mizrahim qui demandaient plus de justice sociale ; ce mouvement avait touché alors d'autres villes comme Tiberiade, et Beer-Sheva.

## Démographie
En 2001, la composition ethnique de la ville était juive et d'autres non-musulmans, sans population musulmane importante.
En 2001 il y avait 11 900 hommes et 12 200 femmes. La population de la ville est de 36,3 % de 19 ans ou moins, 15,6 % entre 20 et 29 ans, 18,1 % entre 30 et 44 ans, 15,8 % de 45 à 59, 3,4 % de 60 à 64 ans, et 10,7 % 65 ans ou plus. Le taux de croissance de la population en 2001 était de 0,9 %. Plus récemment, l'Agence Juive estime la population de Migdal HaEmek à 28 000, dont presque la moitié sont nés à l'étranger. Les résidents, les Israéliens nés à l'étranger et autochtones, sont principalement originaires de Russie, du Caucase, d'Éthiopie, du Maroc, d'Irak et un petit groupe d'Amérique du Sud.

## Économie
En 2000, dans la ville il y avait 8 379 salariés et 418 sont des travailleurs indépendants. En 2000, le salaire mensuel moyen pour un salarié de la ville est de 4351 ILS. Les hommes salariés ont un salaire mensuel moyen de 5570 ILS par rapport à 3144 ILS pour les femmes. Le revenu moyen des travailleurs indépendants est 5938 ILS. Il y a 646 personnes qui reçoivent des prestations de chômage et 2 814 personnes qui bénéficient d'une garantie de revenu.

## Personnalités originaires de Migdal HaEmek
- Hila Saada (1982-), actrice israélienne.